# リュドヴィート・シュトゥール

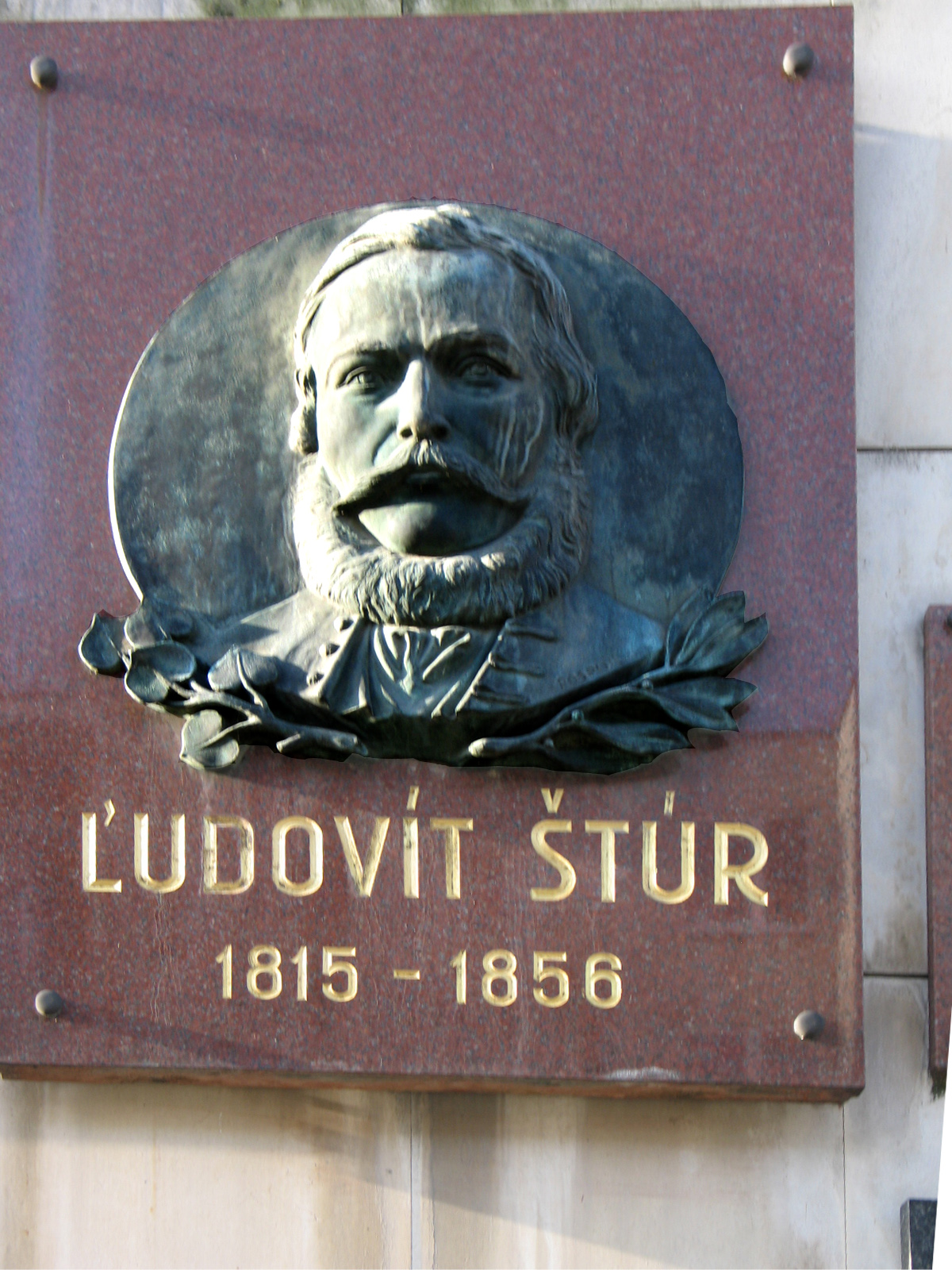
リュドヴィート・シュトゥールのレリーフ

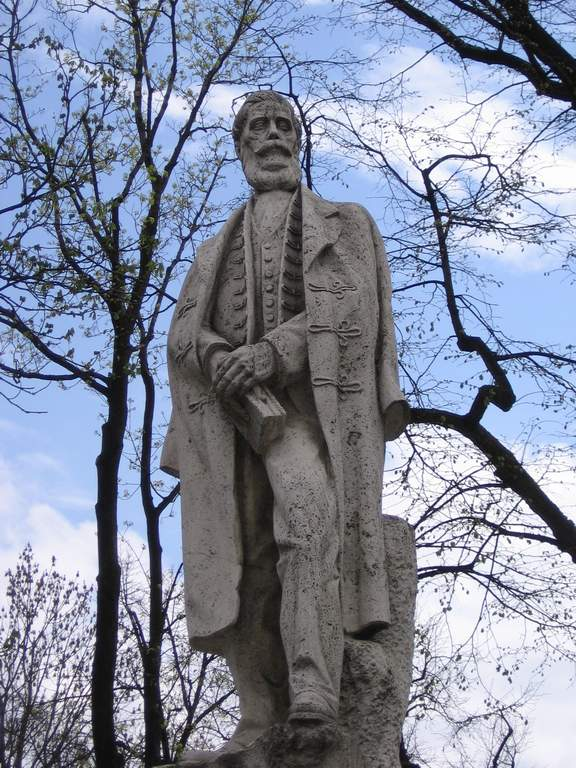
スロバキア、レヴォチャにあるシュトゥールの彫像

リュドヴィート・シュトゥール（Ľudovít Štúr,　1815年10月28日 - 1856年1月12日）は、ハプスブルク君主国内ハンガリー王国出身のスロバキアの言語学者、詩人、哲学者、活動家、政治家。

## 生い立ち
福音ルター派だった教師ならびにオルガニストの父サムエルと母アンナの間に、現在のスロバキア共和国トレンチーン県、Uhrovec村で誕生した（なお出生当時は、ハンガリー王国内で「上部（北部）ハンガリー」と呼ばれる地域に属していた）。福音ルーテル教会で洗礼を受け、父からラテン語を習った。ハンガリー北西部ジェールにある学校に通い、歴史学、ハンガリー語、ドイツ語、古典ギリシャ語などを学んだ。のちルター派のリセに入学し、そのころチェコスラブ会の会員になった。1831年にはじめて詩を創作している。
シュトゥールは1834年に、研究費不足や生活難で研究を一時中断して故郷に戻りKároly Zay伯爵の家で働いたが、同年に研究を再開して歴史や文芸のサークルで活躍した。かつて学生として在学した福音ルター派のリセで文学、スラヴ史やスラヴ文学史を生徒に教えた。詩を書き続け、初めて詩集を印刷して出版した。チェコスラブ会の会員数は絶えずして増加した。
1837年4月、チェコスラブ会は福音ルター派のリセに在籍する学生による騒ぎが原因で活動を禁止されたが、1週間後に再開、並行してチェコスロバキア言語や文学に関する研究所を設立した。その頃、シュトゥールはチェコ、クロアチア、ポーランドなどの新聞や雑誌に記事を寄稿した。1838年9月にポジョニ（現・ブラチスラヴァ）を発ちドイツのハレに向かうが途中のプラハで1ヶ月以上過ごした。それからハレにあるマルティン・ルター大学ハレ・ヴィッテンベルクで言語学、歴史、哲学などを学んだ。とくに哲学者ゲオルク・ヴィルヘルム・フリードリヒ・ヘーゲルやヨハン・ゴットフリート・ヘルダーに影響を受けた。このころ、彼の詩「夜の思索」はチェコの定期刊行物「Květy」に掲載された。1839年春、ドイツ東部にあるラウジッツの北部や南部を長く旅して、多くのスラヴ人と交流した。1839年にチェコ語で旅行記「1839年春、ラウジッツへの旅」を著した。

## 言語改革と政治活動
1840年にプラハを経由してポジョニ（ブラチスラヴァ）に帰還した。 同年10月、福音ルター派のリセで文法やスラブ史を教え、そしてチェコスロバキア言語研究所で研究活動を続けた。1841年に文芸誌「Tatranka」を共同編集した。 また、スロバキアの政治新聞を発行した。1841年8月16日、友人と一緒にスロバキア文化の象徴である山クリヴァンの頂上まで登った。シュトゥールは1843年にポジョニで、地方ごとに多様な方言の中から「中央スロバキア方言」に基づいた標準文章語を体系化する決意をした。シュトゥールはのちにハンガリー政府からチェコスロバキア言語研究所を追われることになる。1843年7月、ハンガリー王国では著作を出版できなかったため、ドイツのライプツィヒで出版した。同年、スロバキア西部の村でスロバキア国民運動指導者ヨゼフ・ミロスラフ・フルバンと会い、新しい標準スロバキア語を導入することについて合意した。7月17日に作家ヤーン・ホリーを訪問し、標準スロバキア語導入について伝えた。同年10月11日、ハンガリー当局によって講義を停止するように命じられたが、講義を続けた。 同年12月31日、シュトゥールは職を剥奪された。結果、翌1844年3月に22人の教え子が抗議のためポジョニを発ち、そのうち13人はレヴォチャにある福音派の学院で学び続けた。教え子の一人に、のちのスロバキア共和国国歌の作詞者ヤンコ・マトゥーシュカもいた。
1844年、スロバキアの作家らは徐々に新しい標準スロバキア語を使用し始めた。シュトゥールは同年8月27日に最初のスロバキア協会の創立大会に参加した。1845年8月1日に新しいスロバキア語で書かれたスロバキア民族新聞の創刊号が発行された。徐々に政治的段取りを形づくった。彼はスロバキア独自の言語、文化、教育、ハンガリー内における政治的自治権の獲得およびスロバキア議会の開設を目指した。ドイツ語で書かれた小冊子をウィーンで発行、また、著作「スロバキア語の理論」をポジョニで出版、新しい標準スロバキア語について説明した。1847年8月、タトリーン協会第4回大会でカトリック側とプロテスタント側は双方とも新たに体系化された標準スロバキア語を使用することについて合意に達した。このシュトゥールの標準スロバキア語は現在のスロバキアの公用語として残っている。

## 国会議員と請願

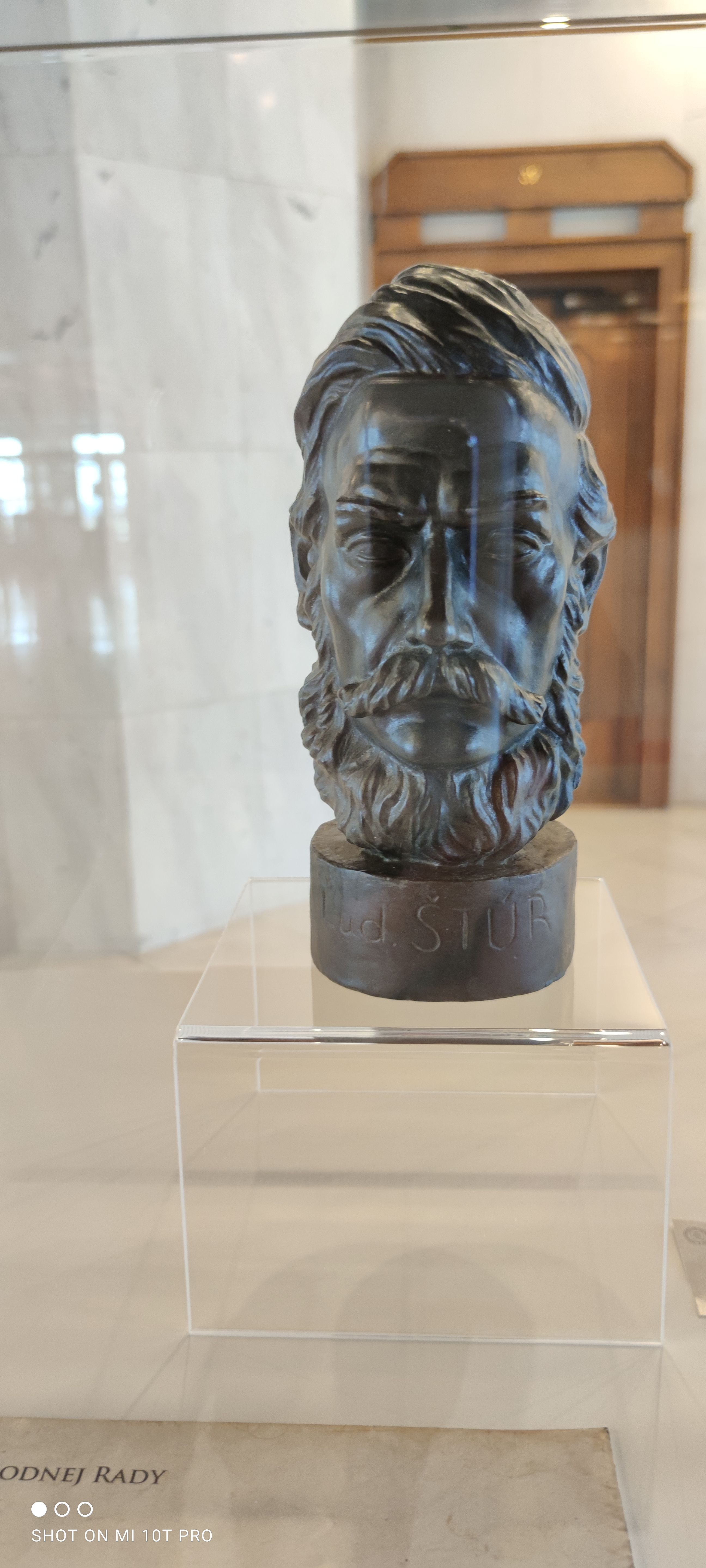
スロバキアの国会議事堂にあるリュドヴィート・シュトゥールの銅像

1847年10月30日、シュトゥールはポジョニ（ブラチスラヴァ）に置かれていたハンガリー議会の議員に選出された。1847年11月17日から翌年3月13日にかけて議会でスロバキア人の市民権の導入や小学校でスロバキア語を使用することなど5つの重要な議会演説を行った。1848年5月、請願書「スロバキア民族の要求」を書き上げた。 その中で、スロバキア議会の開設、公用語にスロバキア語を加え、小学校から大学までスロバキア語を使用すること、自治権の拡大を要求した。また、普通選挙、報道の自由、集会の自由や民主的権利を求めた。さらに農民を圧政から解放して土地を返還することを要求した。しかし、ハンガリー政府は1848年5月12日にスロバキア運動の指導者について逮捕状を発行した。シュトゥールはハンガリーの官憲から追われたため1848年5月31日にプラハへと逃れた。6月に同地で開催されたスラブ会議に参加したが、スラブ会議は中断、シュトゥールは同年6月19日にクロアチアのザグレブに赴き、クロアチアの雑誌「Slavenski Jug」の編集者になった。

## 武装蜂起
シュトゥールはセルビア人から資金援助を受けてハンガリー政府に対してスロバキア武装蜂起を決意した。はじめ1848年9月にシュトゥールはウィーンに赴いてスロバキア国民会議を旗揚げしてスロバキア武装蜂起の準備に取りかかった。スロバキア国民会議に所属するヨゼフ・ミロスラフ・フルバンとミハエル・ミロスラフ・ホジャからなる政治部門、そしてまた軍事部隊をウィーンで結成した。 同年9月19日にスロバキア国民会議はハンガリー王国から独立を宣言して、スロバキア人へ武装蜂起に参加するよう呼びかけた。さらなる武装蜂起について議論するため1848年10月7日にプラハで会合した。これに対してハンガリー政府は大量検挙に乗り出し激しい弾圧を加える。スロバキア義勇兵は1849年初頭に武装蜂起して現在のスロバキアの主要都市にあたるコシツェやプレショフの占拠に成功したが、その後ハンガリー軍と衝突して敗走した。シュトゥールはウィーンに戻ったあと、1849年3月に北部ハンガリーを横断してスロバキア義勇兵を募る。スロバキアの要求についてウィーンで交渉したが、進展せず交渉は決裂して、最終的に1849年11月21日にスロバキア義勇兵部隊は解隊した。

## 蜂起挫折後と不慮の死
スロバキア蜂起挫折後、シュトゥールはスラブ民俗学の研究や執筆に専念した。1850年秋、シュトゥールはスロバキア全国紙の発行についてハンガリー政府から拒否された。同年12月にスロバキアの学校やタトリーン協会の問題について話し合うためウィーンに向かったが交渉は失敗に終わった。翌1851年10月、標準スロバキア語の体系化改革に関するブラチスラヴァ会議に参加した。時期を前後して、1851年1月13日に弟カロルが死去、同年7月27日に父サムエルが死没した、約2年後の1853年3月18日に恋人アデラがウィーンで死去し、同年8月28日に母アンナが死去した。1855年12月22日冬の土曜日にシュトゥールはモドラ近郊で狩猟中に誤って銃弾によって負傷して、その傷がもとで翌年1月12日夜9時に死去した。

## 著作
- Klagen und Beschwerden der Slovaken wider die Uebergriffe der Magyaren 1843
- Das neunzehnte Jahrhundert und der Magyarismus 1845
- Slovenskje národňje novini 1845
- Nárečja Slovenskuo alebo potreba písaňja v tomto nárečí 1846
- Nauka reči Slovenskej 1846
- Das Slawenthum und die Welt der Zukunft 1851
- O národních písních a pověstech plemen slovanských 1852
- Das Slawenthum und die Welt der Zukunft 1853
- Spevy a piesne 1854

## ウィキメディア・コモンズ
ウィキメディア・コモンズには、リュドヴィート・シュトゥールに関するカテゴリがあります。